# Droga wojewódzka nr 159
Droga wojewódzka nr 159 (DW159) – droga wojewódzka w województwie lubuskim o długości 16 km łącząca Nowe Polichno z Skwierzyną. Droga przebiega przez powiaty: gorzowski i międzyrzecki.

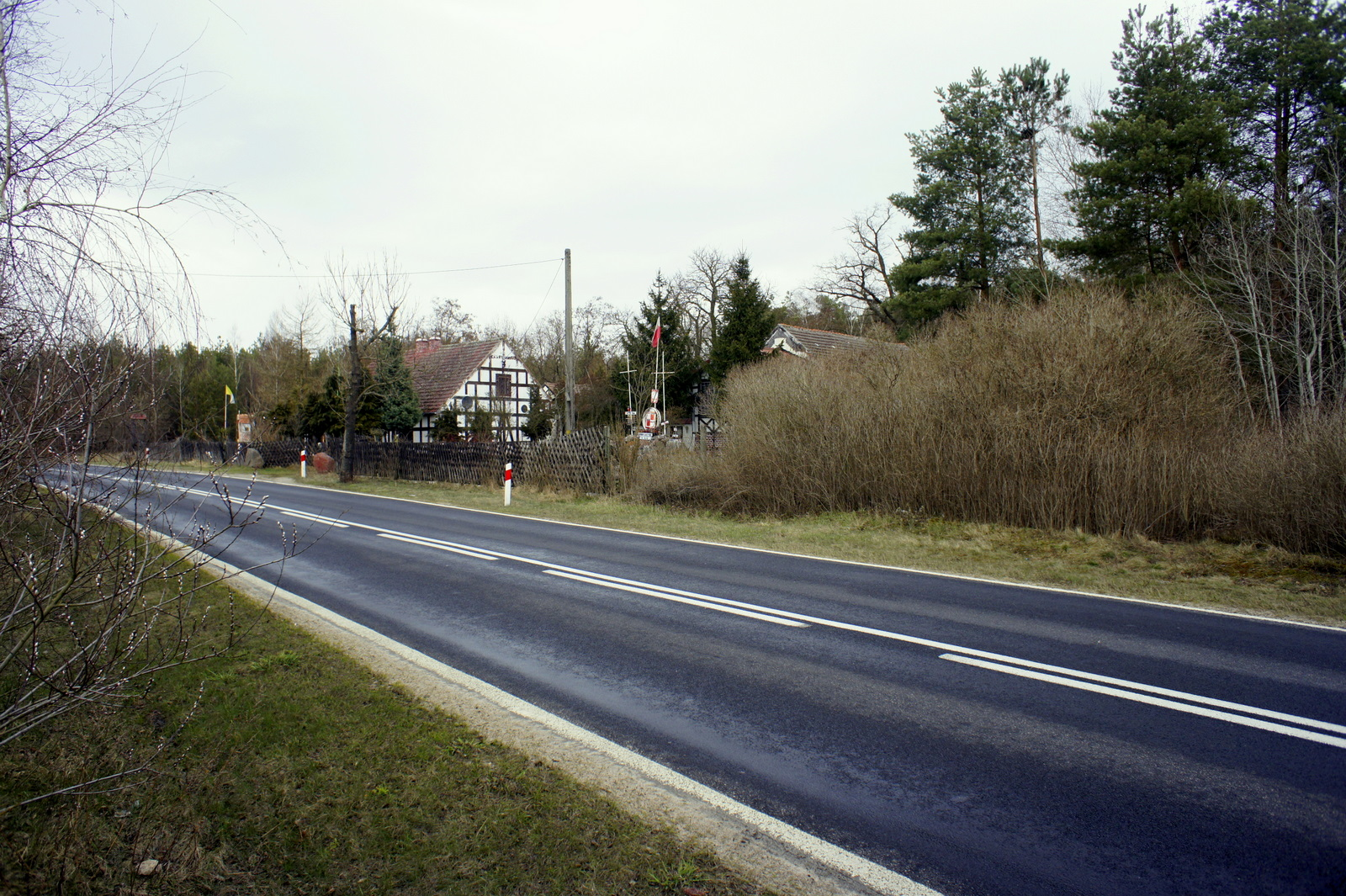
Droga wojewódzka nr 159 we wsi Dobrojewo, gm. Skwierzyna

## Miejscowości leżące przy trasie DW159

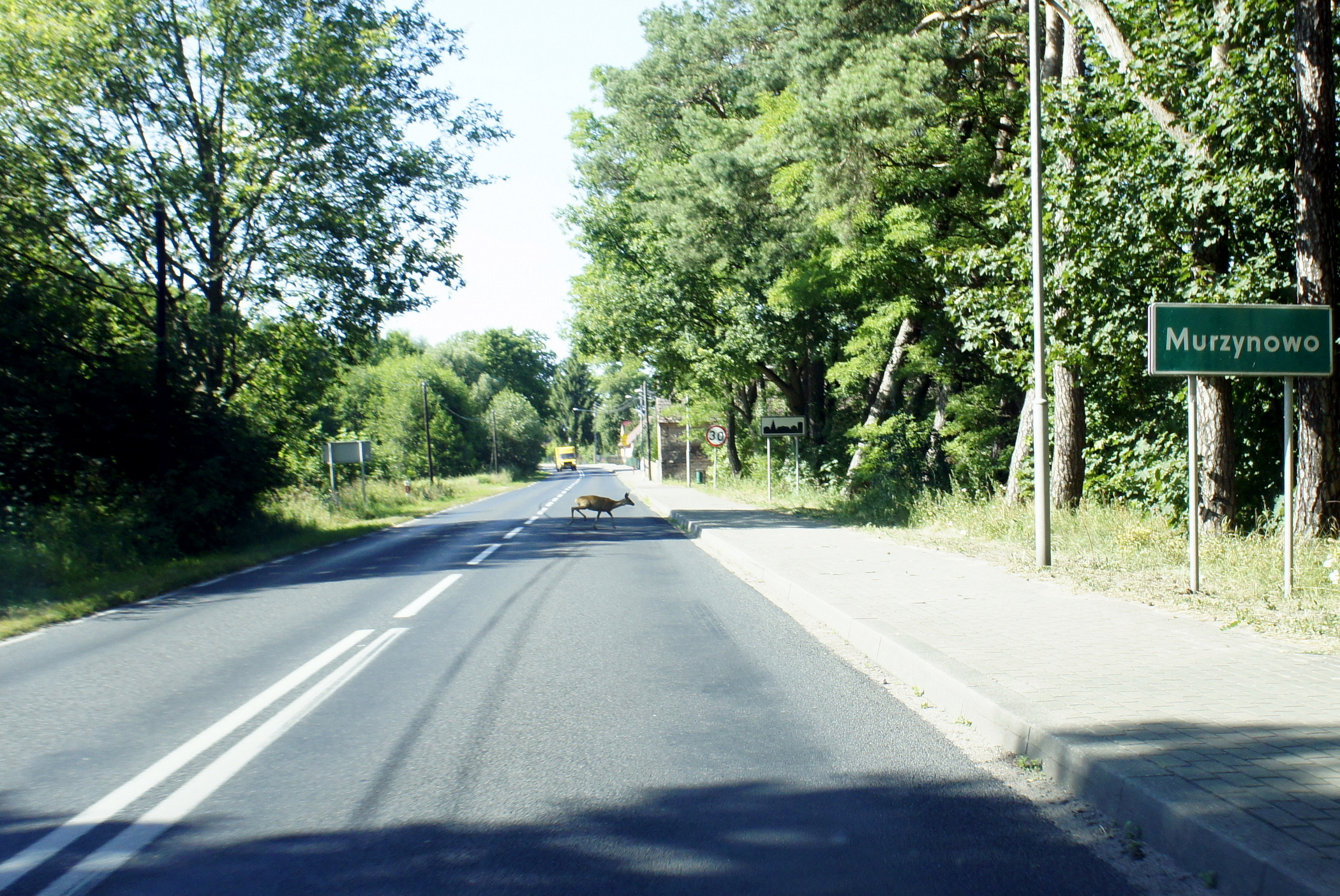
Wjazd do wsi Murzynowo od południa

- Nowe Polichno
- Murzynowo
- Skwierzyna